# De maansteen
De maansteen is het achtentwintigste stripverhaal uit de reeks van De Rode Ridder. Het is geschreven door Willy Vandersteen en getekend door Frank Sels. De eerste albumuitgave was in 1966.

## Het verhaal
In dit verhaal nemen Johan en Lancelot het op tegen Hakuwa, de waterduivel. Hakuwa beschikt over een pantser dat hem onkwetsbaar maakt, en dat enkel doorboord kan worden door een zwaard gesmeed uit de maansteen. Er begint een zoektocht naar Olberon de dwerg, de enige kan dit zwaard smeden. Ondanks heel wat tegenwerking van Hakuwa slagen Johan en Lancelot erin Olberon te vinden en het zwaard te smeden. In een laatste gevecht wordt Hakuwa ten slotte gedood.